# HS Водолея
HS Водолея (лат. HS Aquarii), HD 197010 — двойная затменная переменная звезда типа Алголя (EA) в созвездии Водолея на расстоянии приблизительно 447 световых лет (около 137 парсеков) от Солнца. Видимая звёздная величина звезды — от +9,5m до +9,07m. Орбитальный период — около 0,7102 суток (17,045 часов).

## Характеристики
Первый компонент — жёлто-белая звезда спектрального класса F8V. Эффективная температура — около 6038 К.
Второй компонент — жёлтый карлик спектрального класса G или G0(V).